# Softbal op de Olympische Zomerspelen
Softbal is een van de sporten die in teamverband op de Olympische Zomerspelen worden beoefend. Deze sport wordt alleen door vrouwen op de Olympische Spelen beoefend, met als tegenhanger honkbal bij de mannen.
Softbal was voor het eerst opgenomen op het programma van de Olympische Zomerspelen van 1996 en stond op de Olympische Zomerspelen van 2008 (voorlopig) voor het laatst op het programma.
Op 11 juli 2005 besliste het Internationaal Olympisch Comité (IOC) na een stemming om honkbal en softbal van het olympische programma in 2012 te verwijderen en deze werden op deze manier de eerste sporten die werden geëlimineerd sinds de Zomerspelen van 1936 toen polo werd geschrapt.
Het verdwijnen van de twee sporten van het olympisch programma werd niet door het IOC opgevuld met andere sporten. Dit bood de kans voor de beide sporten om weer op het programma van de Zomerspelen terug te keren indien bij een herstemming voldoende voorstemmen werden verkregen. Dit besluit werd genomen op een vergadering van het IOC op 9 februari 2006. Op 3 augustus 2016 maakte het IOC bekend dat honkbal (en softbal) in 2020 terugkeren op het olympische programma. In 2024 in Parijs ontbrak softbal echter weer op het programma.

## Onderdelen
| Onderdeel | 1896-1992 | 1996 | 2000 | 2004 | 2008 | 2012-2016 | 2020 | 2024 | Totaal |
| --------- | --------- | ---- | ---- | ---- | ---- | --------- | ---- | ---- | ------ |
| Vrouwen   |           | •    | •    | •    | •    |           | •    |      | 5      |
| Totaal    |           | 1    | 1    | 1    | 1    |           | 1    |      | 5      |

## Medailles

### Landenteams
| Editie  | Goud             | Zilver           | Brons     |
| ------- | ---------------- | ---------------- | --------- |
| OS 1996 | Verenigde Staten | China            | Australië |
| OS 2000 | Verenigde Staten | Japan            | Australië |
| OS 2004 | Verenigde Staten | Australië        | Japan     |
| OS 2008 | Japan            | Verenigde Staten | Australië |
| OS 2020 | Japan            | Verenigde Staten | Canada    |

### Meervoudige medaillewinnaars (individueel)
| #              | Olympiër                                  | Land                      | Jaren                  | Medailles                      |
| -------------- | ----------------------------------------- | ------------------------- | ---------------------- | ------------------------------ |
| 01             | Laura Berg                                | Vlag van Verenigde Staten | 1996, 2000, 2004, 2008 | Goud · Goud · Goud · Zilver    |
| 02             | Leah O'Brien Lisa Fernandez Lori Harrigan | Vlag van Verenigde Staten | 1996, 2000, 2004       | Goud · Goud · Goud             |
| 05             | Chrystl Bustos Stacey Nuveman             | Vlag van Verenigde Staten | 2000, 2004, 2008       | Goud · Goud · Zilver           |
| 07             | Yukiko Ueno Eri Yamada                    | Vlag van Japan            | 2005, 2008, 2020       | Brons · Goud · Goud            |
| Vier medailles |                                           |                           |                        |                                |
|                | Tanya Harding Melanie Roche Natalie Ward  | Vlag van Australië        | 1996, 2000, 2004, 2008 | Brons · Brons · Zilver · Brons |

### Medaillespiegel
| Plaats | Land             | NOC    | Goud | Zilver | Brons | Totaal |
| ------ | ---------------- | ------ | ---- | ------ | ----- | ------ |
| 1      | Verenigde Staten | USA    | 3    | 2      | 0     | 5      |
| 2      | Japan            | JPN    | 2    | 1      | 1     | 4      |
| 3      | Australië        | AUS    | 0    | 1      | 3     | 4      |
| 4      | China            | CHN    | 0    | 1      | 0     | 1      |
| 5      | Canada           | CAN    | 0    | 0      | 1     | 1      |
| Totaal | Totaal           | Totaal | 5    | 5      | 5     | 15     |

Atlanta 1996 · 
Sydney 2000 · 
Athene 2004 · 
Peking 2008 · 
Tokio 2020 · 
Los Angeles 2028 
Medaillewinnaars
Olympische Zomerspelen
Olympische Winterspelen
Gerelateerd
Olympische Jeugdspelen · Paralympische Spelen · Deaflympische Spelen · Special Olympic World Games
IOC · COA · BOIC · NOC*NSF · NAOC · SOC